# كأس إنترتوتو 1978
كأس إنترتوتو 1978 هو الموسم 18 من كأس إنترتوتو. فاز فيه تاتران بريشوف ‏.